# Yannis Salibur
Yannis Salibur (Saint-Denis, 24 januari 1991) is een Frans voetballer die bij voorkeur als vleugelspeler speelt. Hij tekende in 2015 bij EA Guingamp.

## Clubcarrière
Salibur speelde in de jeugd bij Red Star Paris, INF Clairefontaine en Lille OSC. In januari 2011 trok hij naar US Boulogne. Het jaar erop tekende hij bij Clermont Foot. In zeventig competitieduels maakte de vleugelspeler tien doelpunten voor Clermont Foot. In januari 2015 zette hij zijn handtekening onder een driejarig contract bij EA Guingamp. Op 10 januari 2015 debuteerde Salibur in de Ligue 1 tegen RC Lens. Zijn eerste competitietreffer volgde op 31 oktober 2015 tegen FC Lorient.

## Interlandcarrière
Salibur kwam reeds uit voor diverse Franse nationale jeugdelftallen. Hij speelde onder meer zes interlands voor Frankrijk –21, waarin hij eenmaal scoorde.